# Њушкало (филм)
Њушкало (енгл. Sleuth) је амерички трилер из 1972. То је последњи филм редитеља Џозефа Л. Манкевица. 

## Радња
Једнога дана на имање богатог писца Ендруа Вајка долази љубавник његове жене, доносећи му папире за развод јер он жели да се венча са њом. Ендру зачуђује добро прима вести и чак моли младића да остане у његовој вили неколико дана. Међутим, кућа је пуна чудних електронских уређаја, којима ће се старац послужити у покушајима да убије жениног љубавника. Али и овај ће му узвратити на исти начин, покушавајући да сачува властити живот. 
И Оливије и Кејн су за своје улоге били номиновани за Оскар за најбољег главног глумца.

## Улоге
| Глумац         | Улога        |
| -------------- | ------------ |
| Лоренс Оливије | Ендру Вик    |
| Мајкл Кејн     | Мајло Тиндл  |
| Џон Метјуз     | Тарант       |
| Ив Чанинг      | Маргерит Вик |
| Теди Мартин    | Хигс         |